# 约瑟夫·卡萨武布
约瑟夫·卡萨武布（法語：Joseph Kasa-Vubu，1915年—1969年3月24日），刚果（利）（今剛果民主共和國前身）政治人物，也是該國獨立後的首任总统。卡萨武布在1950年代创立阿巴科党，争取民族独立。1960年6月30日，剛果共和國独立，他被选为总统。1965年11月24日，他被国民军总司令蒙博托·塞塞·塞科发动的政变推翻。
在最终允许卡萨武布退隐到他在马约姆的农场之前，蒙博托一直将这位被罢免的总统软禁在家。可能由于长期患病，卡萨武布于1969年死于刚果民主共和国博马的一家医院。
在今日剛果民主共和國首都金夏沙市中心南側，存在一個以卡薩武布命名的同名行政區，以紀念曾在1957年時擔任金夏沙市長的卡薩武布。